# Мунк, Иммануил
Иммануил Мунк (нем. Immanuel Munk; 30 мая 1852, Позен — 1 августа 1903 года, Берлин) — германо-еврейский физиолог, преподаватель, научный писатель; младший брат физиолога Германа Мунка.

## Биография
Изучал медицину в университетах Берлина, Бреслау и Страсбурга, в 1873 году получил докторскую степень. С 1883 года был приват-доцентом физиологии и физиологической химии, а с 1895 года — экстраординарным профессором Берлинского университета. С 1897 года был редактором журнала «Centralblatt für Physiologie». В 1899 году стал ординарным профессором.
Как учёный занимался различными вопросами физиологии: обменом веществ, усвоением продуктов питания, выделительной системой.

## Труды
Главные труды:
- «Physiologie des Menschen und der Säugethiere» (Берлин, 1882; 5-е издание — 1899);
- «Die Ernährung des gesunden und kranken Menschen» (вместе с Уффельманом (нем. Julius Uffelmann), Вена и Лейпциг, 1887; вместе с К. Эвальдом — 3-е издание, 1895);
- «Einzelernährung und Massenernährung» (в «Th. Weyl’s Handbuch der Hygiene», II, Йена, 1893).

Кроме того, ряд его работ по вопросам об обмене веществ, питании и выделениях были опубликованы в изданиях Дюбуа-Реймона, Энгельмана, Пфлюгера и Вирхова, из которых наиболее известны:
- «Resorption der Fette, Fettsäuren, Seifen und ihre weitem Schicksalen» («Virchow’s Arch.», LXXX, XCV и CXXIII и «Du-Bois Reymond’s Arch.», 1883—1890);
- «Beiträge zur Stoffwechsel- und Ernährungslehre» («Pflügers Arch.», LVIII);
- «Muskelarbeit und Eiweisszerfall» («Du-Bois Reymond’s Arch.», 1890, 1896);
- «Die Reizbarkeit des Nerven an den verschiedenen Stellen seines Verlaufs» («Engelmann’s Arch.», 1898) и так далее.